# Harald Landers Gade
Harald Landers Gade er en gade i Indre By i København, der går fra Tordenskjoldsgade til Peder Skrams Gade. Gaden blev navngivet efter balletmester Harald Lander (1905-1971) 27. marts 2018. Før da var gaden en del af Heibergsgade. Den nordlige side af gaden domineres af en tilbygning til Det Kongelige Teater. Den sydlige side udgøres af et par etageejendomme, der benyttes af det internationale sekretariat for OSCE Parliamentary Assembly og Det Kongelige Danske Kunstakademis Billedkunstskoler.

## Historie og bebyggelse
Gaden ligger i kvarteret Gammelholm. Området var indtil 1859 en del af Orlogsværftet men blev derefter bebygget med etageejendomme i 1860'erne og 1870'erne. I den forbindelse blev der anlagt ni nye gader, der overvejende blev opkaldt efter søhelte og teaterpersoner. Heibergsgade blev således i 1869 opkaldt efter dramatikeren Johan Ludvig Heiberg (1791-1860), der havde været chef for Det Kongelige Teater for enden af gaden fra 1849 til 1856. Teatrets nuværende bygning blev opført i 1872-1874 efter tegninger af Vilhelm Dahlerup og Ove Petersen. Bag den lå en magasinbygning, der var forbundet med teatret med en mellembygning over Heibergsgade, der dengang fortsatte til Holmens Kanal. Magasinbygningen og mellembygningen blev erstattet af en ny magasinbygning i 1983-1986, hvilket betød at denne del af gaden blev nedlagt.
Langs den nordlige side af den nuværende Harald Landers Gade opførtes en tilbygning til teatret i 1929-1931, der blev forbundet med den gamle bygning af bygningen Stærekassen over den nuværende August Bournonvilles Passage. Bygningerne blev opført efter tegninger af Holger Jacobsen. Bygningerne rummer tilsammen det, der i mange år hed Nye Scene, idet selve scenen ligger i Stærekassen, mens tilskuerpladserne ligger i tilbygningen langs Harald Landers Gade. Bygningen blev desuden benyttet af Radiosymfoniorkestret, indtil Radiohusets koncertsal blev indviet i 1945. Det Kongelige Teater benyttede bygningen som teater indtil 2008, hvor Skuespilhuset blev indviet. Efterfølgende er den blevet benyttet til forskellige kulturelle formål. Tilbygningen selv gør sig i øvrigt bemærket ved en mønstret facade i de nedre etager og en kolonnade, der overdækker fortovet i hele bygningens længde.
Ved siden af teatret ligger et par bygninger fra Orlogsværftets tid. Den ene er Den Gule Længe, der er resterne af en reberbane. Den blev ombygget til professorbolig under ledelse af Christian Hansen i 1858. Desuden er det blevet sammenbygget med det tidligere sejl- og garnmagasin fra 1580. De to bygninger blev fredet i 1992. Derudover er der en ejendom fra 1870 på adressen. Adressen har huset flere kendte personer i tidens løb. Billedhuggeren J.A. Jerichau boede her fra 1874 til sin død i 1883, billedhuggeren og professoren Theobald Stein boede her fra 1892 til sin død i 1901, kunstmaleren og professoren August Jerndorff boede her fra 1902 til 1905, og billedhuggeren Einar Utzon-Franck boede her fra 1920 til sin død i 1955. I dag holder Laboratoriet for Gips under Det Kongelige Akademi for de Skønne Kunster til her. Laboratoriet arbejder især med gipsafstøbning og modellering men også med mosaik og frescomaleri.
På den sydlige side af gaden opførte A.M. Hirschsprung & Sønner en tobaksfabrik på hjørnet af Tordenskjoldsgade. Bygningen, der stod færdig i 1866, blev tegnet af Ove Petersen og senere ombygget af Axel Maar i 1930. Bygningen huser nu det internationale sekretariat for OSCE Parliamentary Assembly. På hjørnet af Peder Skrams Gade ligger der en etageejendom, der blev opført i 1870. Facaden er rigt dekoreret med balustrader, volutter og frontoner. Skuespilleren Peter Schram boede på tredje sal i bygningen fra 1878 til sin død i 1895, mens forfatteren og sproglæreren Arthur Abrahams boede i bygningen fra 1874 til 1880. I dag holder Udstillingsstedet Q under Det Kongelige Danske Kunstakademis Billedkunstskoler til i stueetagen.
I september 2017 foreslog Det Kongelige Teater, at Heibergsgade mellem Tordenskjoldsgade og Peder Skrams Gade skulle omdøbes til Harald Landers Gade. Baggrunden var at man ønskede at markere en stor balletfestival i 2018 og at hylde den store balletmester. Navneændringen ville kun berøre indgangen til teatrets balletskole i nr. 7 og Laboratoriet for Gips i nr. 9. De to hjørnebygninger på den modsatte side af gaden ville ikke blive berørt, idet de har adresse til henholdsvis Tordenskjoldsgade og Peder Skrams Gade. Vejnavnenævnet under Københavns Kommune var positive overfor forslaget. Under den efterfølgende høring indkom der en enkelt indsigelse fra Indre By Lokaludvalg, der var principielt imod at ændre navne på dele af gader, idet hyldesten ikke ville fremstå oprigtig. Et nyt navn til en hel gade, for eksempel hele Heibergsgade, kunne nævnet dog ikke gå med til, da det ville få betydning for mange beboere. Derudover var der ikke udsigt til anlæg af nye gader i nærheden, der kunne have fået navnet. På den baggrund fastholdt nævnet forslaget til navneændringen og indstillede det til godkendelse i Teknik- og Miljøudvalget. Udvalget godkendte det ved sit møde 26. februar 2018 med syv stemmer mod fire, hvorefter det nye navn trådte i kraft 27. marts 2018.